# Saint-Michel-en-Brenne
Saint-Michel-en-Brenne – miejscowość i gmina we Francji, w Regionie Centralnym, w departamencie Indre.
Według danych na rok 1990 gminę zamieszkiwało 346 osób, a gęstość zaludnienia wynosiła 7 osób/km² (wśród 1842 gmin Regionu Centralnego Saint-Michel-en-Brenne plasuje się na 801. miejscu pod względem liczby ludności, natomiast pod względem powierzchni na miejscu 88.).